# Sematophyllum corticola
Sematophyllum corticola là một loài Rêu trong họ Sematophyllaceae. Loài này được (Ångström) O'Shea miêu tả khoa học đầu tiên năm 1995.